# 개혁이냐 혁명이냐?
「개혁이냐 혁명이냐?」(독일어: Sozialreform oder Revolution?)는 1899년 로자 룩셈부르크가 쓴 소책자다. 룩셈부르크는 여기서 사회민주주의 성향의 개혁정당, 노동조합의 팽창은 에두아르트 베른슈타인의 주장과 달리 사회주의 사회를 만들 수 없다고 진단한다. 룩셈부르크는 철저한 역사적 유물론 관점에서 자본주의는 경제적으로 불안정하기에 필연적으로 붕괴할 것이며, 그 자본주의 붕괴를 사회주의 건설로 연결하기 위해서는 혁명이 필요하다고 논했다. 당대 혁명사회주의 진영에서 널리 읽혔으며 좌파공산주의의 초기 작품으로 평가된다.